# Nocketorp
Nocketorp är en by i Västra Eds socken i norra Västerviks kommun. 1842 genomfördes laga skifte i byn.